# Чакраварман
Чакраварман (*гінді चक्रवर्मन; д/н — 937) — магараджа Кашмірської держави в 933—934, 935, 936—937 роках.

## Життєпис
Походив з династії Утпала, молодшої гілки. Син магараджі Нірджитавармана і Баппадеві. 933 року невдоволені тантрини (піша гвардія) повалили Нірджитаварману, поставивши на трон молодого Чакравармана. Проте 934 року тантрини, підкуплені іншою дружиною Нірджитавармана Мрігаваті, поставили на трон її сина і зведеного брата Чакравармана — Шуравармана I.
935 року Чакраварман пообіцяв тантринам великі гроші, посади і маєтності, в обмін на які вони повалили зведеного брата Партху (той 934 року повалив Шуравармана I), відновивши на троні Чакравармана. Втім останній не зміг виконати обіцяного, тому був повалений тантринами. Брат першого міністра Самбхувардхан заплатив значні кошти тантринам, які оголосили того магараджею.
Чакраварман вирішив опиратися на дамарів (місцевих феодалів) на чолі з Самграмою. Навесні 936 року в битві біля Падмапури (сучасний Пампор) Чакраварман здобув перемогу над Самбхувардханом, що загинув. За цим наказав стратити численних тантринів, владу яких було знищено.
Невдовзі підпав під вплив дружини Хамсі, доньки співака Рангі з касти домба, внаслідок чого почалися нові обмеження для брагманів. Водночас побоюючись впливу дамарів, почав проти них репресії. Це викликало загальне невдоволення, що перейшло у заколот під орудою міністра Сарваті влітку 937 року. Чакравармана було схоплено в його палаці й вбито. Новим магараджею став його небіж Унматтаванті.